# Robert Francis (acteur)
Pour les articles homonymes, voir Francis et Robert Francis.
Robert Charles Francis, né le 26 février 1930 à Glendale (Californie) et mort le 31 juillet 1955 à Burbank (Californie), est un acteur américain.

## Biographie

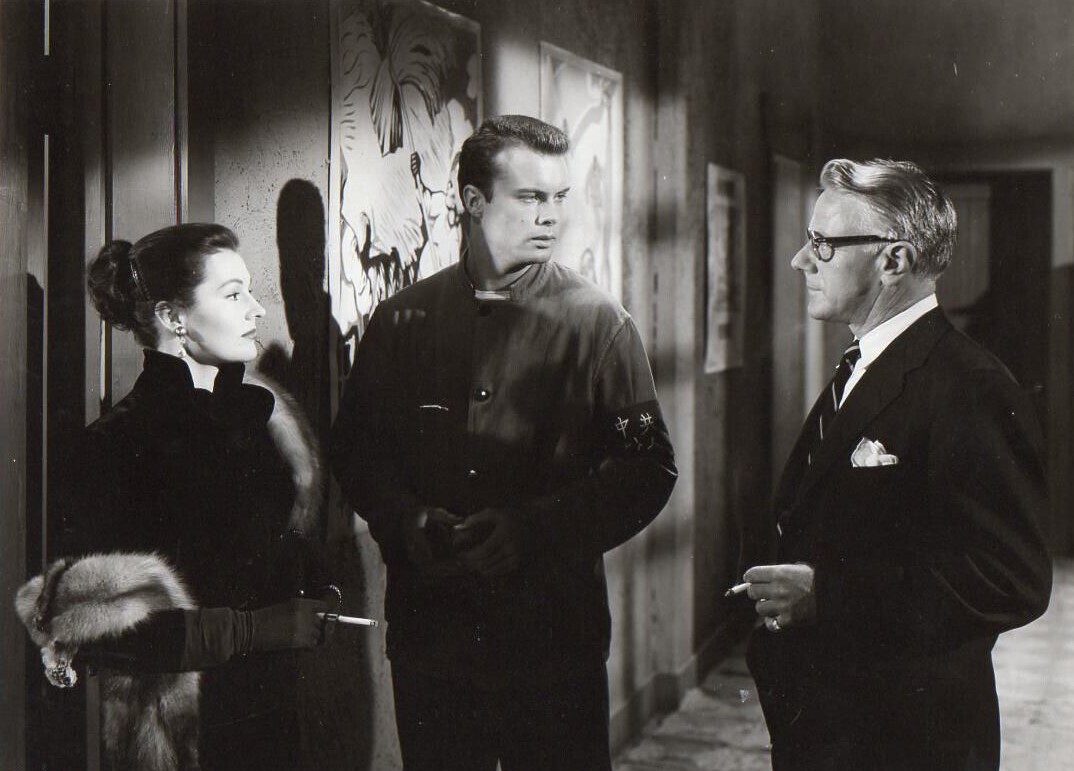
Dianne Foster, Robert Francis et Murray Matheson (de g. à d.), dans The Bamboo Prison (1954)

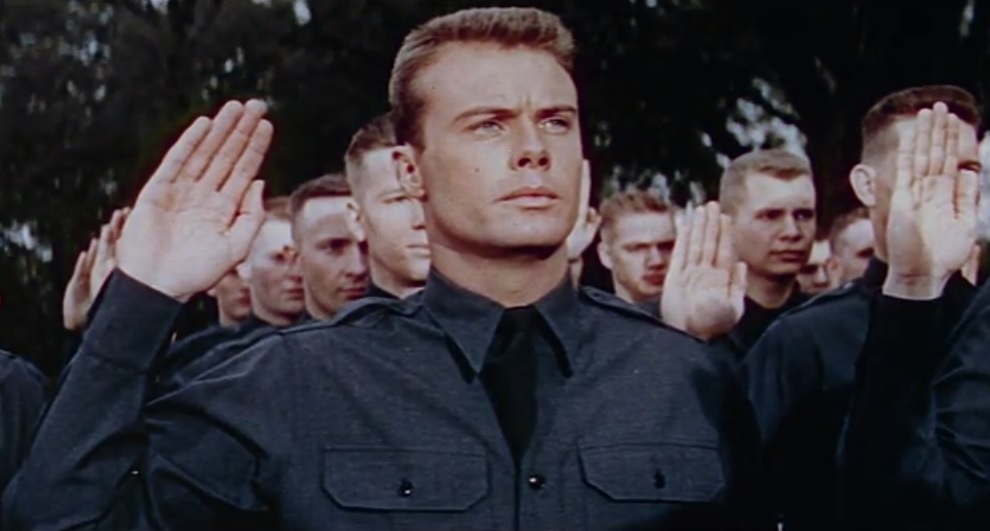
Dans Ce n'est qu'un au revoir (1955)

Mort prématurément à 25 ans dans un accident d'avion, Robert Francis contribue au cinéma à seulement quatre films américains, le premier étant Ouragan sur le Caine d'Edward Dmytryk (1954, avec Humphrey Bogart et José Ferrer). Puis il joue dans le western La Ruée sanglante de Phil Karlson (1954, avec Donna Reed et Philip Carey). Son quatrième et dernier film est Ce n'est qu'un au revoir de John Ford (1955, avec Tyrone Power et Maureen O'Hara).
Robert Francis est mort dans un accident d'avion.
Le 31 juillet 1955, à l'âge de 25 ans, Robert Francis pilotait un petit avion qui s'est écrasé près du Lockheed Air Terminal à Burbank, en Californie. Les deux autres personnes à bord, l'actrice Ann Russell et George Irving Meyer, sont également décédées. L'avion a pris feu après s'être écrasé dans un parking.
Au moment de son décès, il devait tourner dans La Loi de la prairie de Robert Wise (1956), où il est remplacé par Don Dubbins.
À la télévision américaine, il apparaît comme lui-même dans deux séries, We the People (en) (un épisode, 1952) et The Ed Sullivan Show (un épisode, 1955).
Robert Francis est inhumé au Forest Lawn Memorial Park (Hollywood Hills).

## Filmographie complète

### Cinéma
- 1954 : Ouragan sur le Caine (The Caine Mutiny) d'Edward Dmytryk : Enseigne Willis Seward Keith
- 1954 : La Ruée sanglante (They Rode West) de Phil Karlson : Lieutenant Allen Seward
- 1954 : The Bamboo Prison (en) de Lewis Seiler : Sergent John A. Rand
- 1955 : Ce n'est qu'un au revoir (The Long Gray Line) de John Ford : James N. Sundstrom Jr.

### Télévision
(séries)
- 1952 : We the People (en), saison 4, épisode 30 : lui-même
- 1955 : The Ed Sullivan Show (ou Toast on the Town), saison 8, épisode 22 : lui-même